# 國家高級委員會 (越南共和國)
國家高級委員會（越南语：／），也译作全国最高委员会、全國高級委員會，是由楊文明、阮慶、陳善謙三位將軍領導的「臨時領導委員會」（越南语：／）召開的一個文職立法機構。這一機構是軍人革命委員會在美國的壓力下於1964年9月8日建立的，其最終目標是著手起草第二個憲法。同年12月20日陸軍發動政變後解散，共計存在三個月。
國家高級委員會由16名受到愛戴的文職人員組成：阮春字、尊室亨（Tôn Thất Hanh）、阮文玄、吳嘉熙、阮廷練（Nguyễn Đình Luyện）、阮文力（Nguyễn Văn Lực）、陳廷南、胡文日、陳文桂（Trần Văn Quế）、黎克眷、潘克丑、梁仲詳（Lương Trọng Tường）、胡得勝（Hồ Đắc Thắng）、黎文秋、梅壽傳和陳文文。
1964年9月27日，潘克丑被選舉為委員會主席，並於10月24日被提名為國家元首。阮春字任代理主席，陳文文為總書記。胡文日博士獲得所有宗教及政治黨派的支持而被提名為總理。自第一共和國以後這一職位比國家元首更大，並掌握在文職人員手中。然而，胡文日希望民族和解得以解決，在無法與軍方和美國當局協商的情況下，他拒絕了這個提名。陳文香最終成為總理。他短暫執政的文職政府在佛教徒起義和軍事叛亂之後下臺。此後越南共和國政局混亂，直到阮文紹、阮高祺軍事集團掌權為止。